# 伊德利卜
伊德利卜（阿拉伯语：‎，羅馬化：ʾIdlib）是叙利亚西北部城市，伊德利卜省省会。地处阿勒颇与拉塔基亚之间肥沃的盆地地带，是叙利亚重要的农业和纺织业中心。主要农产品包括棉花、谷物、橄榄、无花果、葡萄、番茄、芝麻、小麦和杏仁等。
2015年3月，征服軍攻佔伊德利卜市。2015年4月，有人提議敘利亞臨時政府把總部遷到伊德利卜市。2017年7月，沙姆解放組織全面控制伊德利卜市。
35°56′N 36°38′E / 35.933°N 36.633°E